# St. Giles on the Heath
St. Giles on the Heath – wieś i civil parish w Anglii, w Devon, w dystrykcie Torridge. W 2011 civil parish liczyła 604 mieszkańców.